# Casariche
Casariche es un municipio español de la provincia de Sevilla, Andalucía. En el año 2023 contaba con 5305  habitantes. Su extensión superficial es de 53 km² y tiene una densidad de 100 hab./km². Sus coordenadas geográficas son 37°17′38″ N y 4°45′34″ O (37,29° Norte y 4,76° Oeste, expresadas en grados decimales). Se encuentra situada a una altitud de 296 metros y a 122 kilómetros al sureste de la capital de provincia, Sevilla.
Su término limita en la provincia con Estepa al noroeste, Lora de Estepa al oeste, La Roda de Andalucía al sur y Badolatosa al este. Limita al norte con el término de Puente Genil (Córdoba) y al sur con el de Alameda (Málaga). Casariche viene a ser, estadísticamente hablando, la villa media de la provincia de Sevilla, pues de los 105 municipios que conviven en la provincia, Casariche ocupa el puesto 58 en población, el 59 por extensión y el 46 en cuanto a densidad poblacional.
La estructura urbanística de la villa viene determinada por dos elementos que han determinado su crecimiento y desarrollo hasta el momento actual, estos son el cauce del río Yeguas y la vía férrea. El núcleo originario se ubica sobre la margen izquierda del río, formando una trama urbana bastante ortogonal. Las posteriores expansiones se han producido de forma anárquica hacia todas las direcciones, y especialmente, entre el cauce y la vía férrea y al oeste de la misma.

## Símbolos
El actual Escudo Heráldico Municipal surgió de un convenio acordado por la corporación municipal el 13 de abril de 1973, ya que la localidad carecía de escudo propio, aunque sí que tenía un sello con un sol de oro de 16 rayos como emblema. Su escudo se halla terciado en banda de tres órdenes ajedrezado de color plata y rojo. Su cuartel primero recuerda mucho al primitivo escudo, pues es azul y muestra un sol de oro de 16 rayos bajo una corona de Marqués también de oro. El cuartel segundo es verde, con un casco o yelmo romano de plata aclarado de sable negro, con su penacho de oro y gules rojas. Bajo el símbolo, aparece la leyenda “VENTIPPO”. Al timbre, la Corona Real.

- El terciado en banda de tres órdenes de jaqueles en plata y gules, hace referencia a la Familia Centurión (dicho ajedrezado deriva de su escudo de armas). El acabado en punta, a los patricios italianos. Las armas de centurión es un distintivo que comparte con los escudos de Lora de Estepa, Gilena y La Roda de Andalucía.
- Cuartel primero: El sol recuerda al antiguo escudo, y simboliza la libertad. El motivo libertario se debe a que el río Yeguas fue frontera entre los reinos cristiano y nazarí, por lo que Casariche fue fiel testigo de numerosas batallas hasta la caída del Reino nazarí de Granada en 1492. La Corona de Marqués de oro, que se superpone al sol, hace referencia a los Marqueses de Estepa, dueños y señores de Casariche hasta bien avanzado el siglo XVIII.
- Cuartel segundo: VENTIPPO y el yelmo romano hacen referencia al pasado romano de Casariche. Ventippo fue una gloriosa ciudad romana que se localizó en el término municipal y de la cual se han hallado multitud de restos arqueológicos a lo largo de los últimos siglos. Además de la facultad de acuñar moneda (VE IPO – siglo II a. C.), en ella se hicieron fuertes los hijos de Pompeyo, Cneo y Sexto. De ella, Sexto partió para tomar parte en la célebre Batalla de Munda el 17 de marzo del 45 a. C.
- Al timbre: La Corona Real simboliza la incorporación de Casariche a la Corona tras emanciparse del Marquesado de Estepa en el último tercio del siglo XVIII.

Fuente: Un paseo por nuestra Historia. BREVE RESEÑA HISTÓRICA DE CASARICHE. Visita guiada por Casariche. Francisco Estepa López. Obra autoeditada. 

## Historia

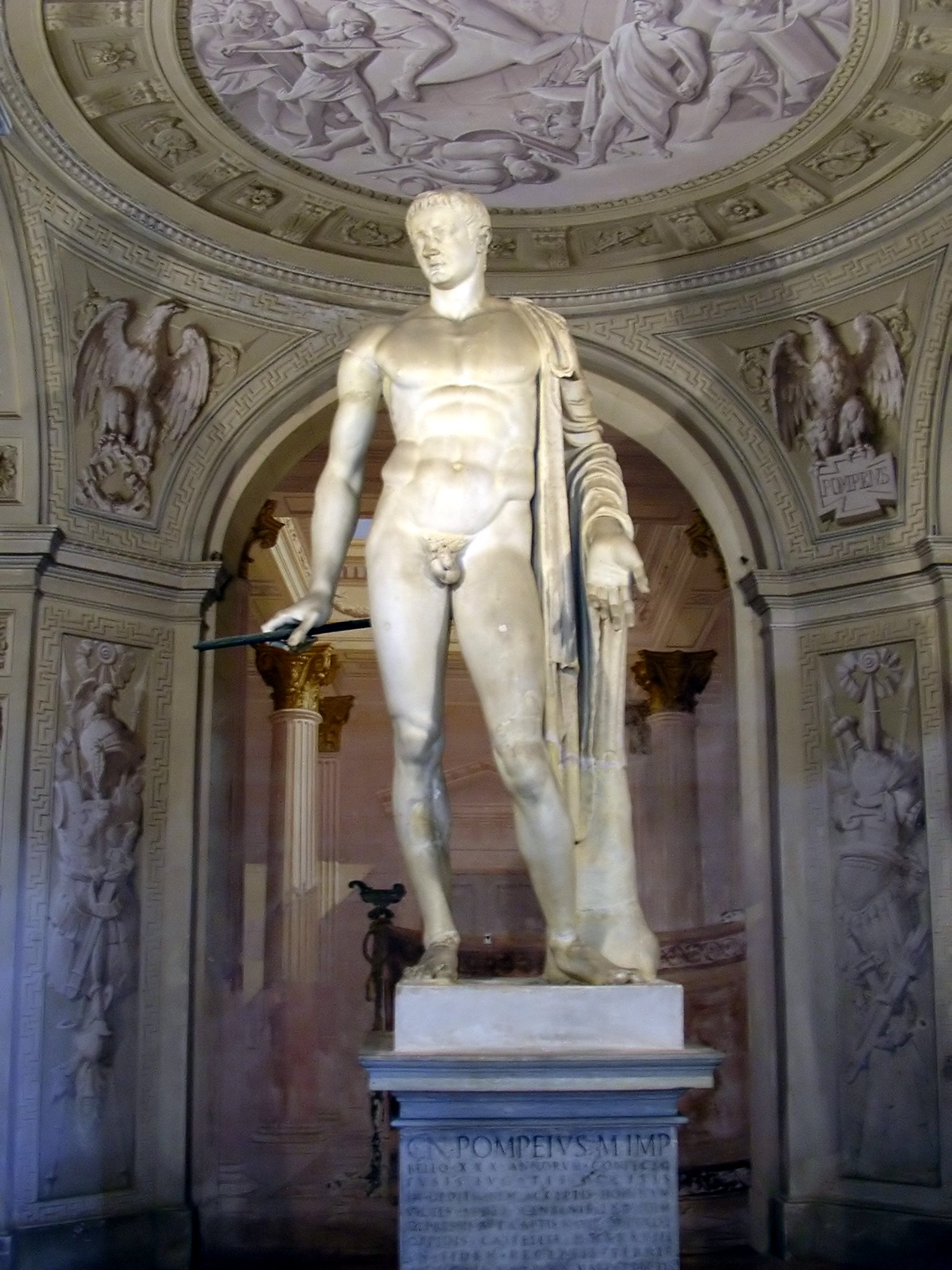
Cneo Pompeyo Magno, también conocido como Pompeyo el Grande.

### Época romana
Los orígenes históricos de Casariche hay que buscarlos en tiempos de los Tartessos; fue entonces cuando se fundó la ciudad de Ventippo, tres kilómetros al norte de la ciudad actual y en la orilla del Yeguas, como testimonian las ruinas que se conservan. El nombre de Ventippo muestra el sufijo “-ippo”, elemento de diferenciación lingüística que se da en la zona tartesica (Baesipo, Ostippo, Ventippo, etc.) y sub-lusitana (Olisipo, Colipo), que viene a significar ciudad o asentamiento. La villa pasó a integrarse al poco en las posesiones romanas del sur, y vivió uno de los episodios más fundamentales de toda esa etapa, ya que fue escenario de la segunda guerra civil de la República romana entre dos de los triunviros latinos: Cneo Pompeyo Magno y Cayo Julio César. La población tomó partido por el perdedor, quedando al amparo de los hijos de Pompeyo hasta que César la conquistó para su facción.

### Época árabe
Desde entonces y hasta la llegada de los musulmanes, la crónica se oscurece por falta de datos documentados. Ya en época árabe, formó parte del Waliato de Estepa y fue entonces cuando comenzó a resaltar su importancia como núcleo urbano. La razón es su emplazamiento, pues se encontraba en zona fronteriza entre los reinos árabe y cristiano, siendo el río Yeguas frontera natural.

Cruz de la Orden de Alfonso X El Sabio.

Sería hasta febrero de 1241, cuando los almohades, tras negociar las estipulaciones con el rey Alfonso X El Sabio, entregaron Estepa a los cristianos. Una vez tomada por el monarca, fue provista de gran cantidad de alimentos y esclavos para su defensa, mientras que la zona fronteriza (en la cual se hallaba Casariche) sería entregada en galardón y señorío a la Orden de Santiago en el año 1267. De ahí que Santiago Apóstol sea el patrón de la localidad. Casariche pasaba a ser ahora una Encomienda de Alfonso X el Sabio de Estepa.

Escudo de armas de la casa de Centurione-Oltremare, titulares del marquesado de Estepa.

Una vez pacificada la zona tras la conquista del Reino Nazarí de Granada el 2 de enero de 1492, la defensa de la Encomienda de Estepa por parte de la Orden de Santiago ya no es necesaria. Esto, unido a las necesidades económicas del rey Carlos I de España durante la primera mitad del siglo XVI, hizo que se valorizase la Encomienda y se produjese una desamortización eclesiástica. El 11 de agosto de 1559, pocos años después de la abdicación del rey, la Encomienda vuelve a pertenecer a la Corona (ahora Felipe II de España), quien la pondría en venta de nuevo. Sería el 12 de agosto de 1559 cuando finalmente la infanta Doña Juana de Portugal la vendería oficialmente a Don Adán Centurión, almirante de la escuadra española.
El 20 de abril de 1564 el monarca Felipe II crea el título de Marquesado de Estepa y se lo otorgaría a Adán Centurión. La que había sido una próspera villa quedó ya un tanto relegada, a modo de barrio o núcleo periférico de Estepa. Casariche se emancipó del Marquesado en el último tercio del XVIII. Por la Real Cédula de Carlos III dirigida al alcalde, sabemos que en 1788 ya se había constituido en Ayuntamiento (Lugar de Casariche), y que el 1 de octubre de 1851 el lugar fue declarado villa (Villa de Casariche)

### Edad Contemporánea
A principios del siglo XIX, Casariche se caracterizó por la tranquilidad de sus calles y la afabilidad de sus habitantes. Esto le otorgaría una gran importancia en la tradición bandoleril, ya que desde el comienzo de la Década Ominosa hasta casi 1855, alcanzaría verdadera celebridad en todo el ámbito nacional por ser centro de correrías y espionaje de las partidas de bandoleros y ladrones que infestaban las serranías inmediatas.
Los restos de Ventippo trazan un pasado antiquísimo para una localidad incluso más veterana de lo que indican estos vestigios celtíberos y romanos. Sobresale especialmente el yacimiento de El Cerro de la Atalaya, donde se han encontrado importantes recuerdos, en su mayoría romanos. Dentro de la ciudad, merece destacar la iglesia de Nuestra Señora de la Encarnación, edificio de una sola nave, de cruz latina que data del último tercio del XVII y presenta estilo barroco, a pesar de las importantes reformas y adaptaciones que ha sufrido a lo largo de su historia.

## Geografía física

### Ubicación
Casariche se encuentra en el centro de Andalucía, al sureste de la provincia de Sevilla, y pertenece a la comarca de la Sierra Sur de Sevilla. No obstante, se encuentra más cerca de las capitales de provincia de Córdoba (80 km) y Málaga (unos 100 km) que de la capital sevillana (122 km). Su término limita en la provincia con Estepa al noroeste, Lora de Estepa al oeste, La Roda de Andalucía al sur y Badolatosa al este. Limita al norte con el término de Puente Genil (Córdoba) y al sur con el de Alameda (Málaga).

### Relieve
Casariche se alza a 296 m sobre el nivel del mar, aunque la altitud difiere considerablemente en distintos puntos del núcleo urbano debido a que no se encuentra en una llanura, sino en las escarpadas pendientes que acompañan al río Yeguas. El punto más alto se encuentra en el emplazamiento del polideportivo municipal, en la zona este con 359 m.
Respecto a la orografía del término, la zona septentrional y occidental presenta escasas irregularidades, manteniéndose en el margen de los 200 a 300 m. La zona noreste es más abrupta, ganando en altitud conforme se aproxima a la zona este, donde entre los cerros de La Atalaya de Casariche y La Estacada de las Monjas, registra los 400 m de altura.
La zona meridional es la más elevada, con altitudes superiores a los 350 m y cerros de más de 400. Cabe destacar la de Cerro Chirlanga (390 m), Cañada del Hierro (405 m), Laguna de Juan Pérez (413 m) y la más alta en Cortijo Santa Rita con sus 437 m. 

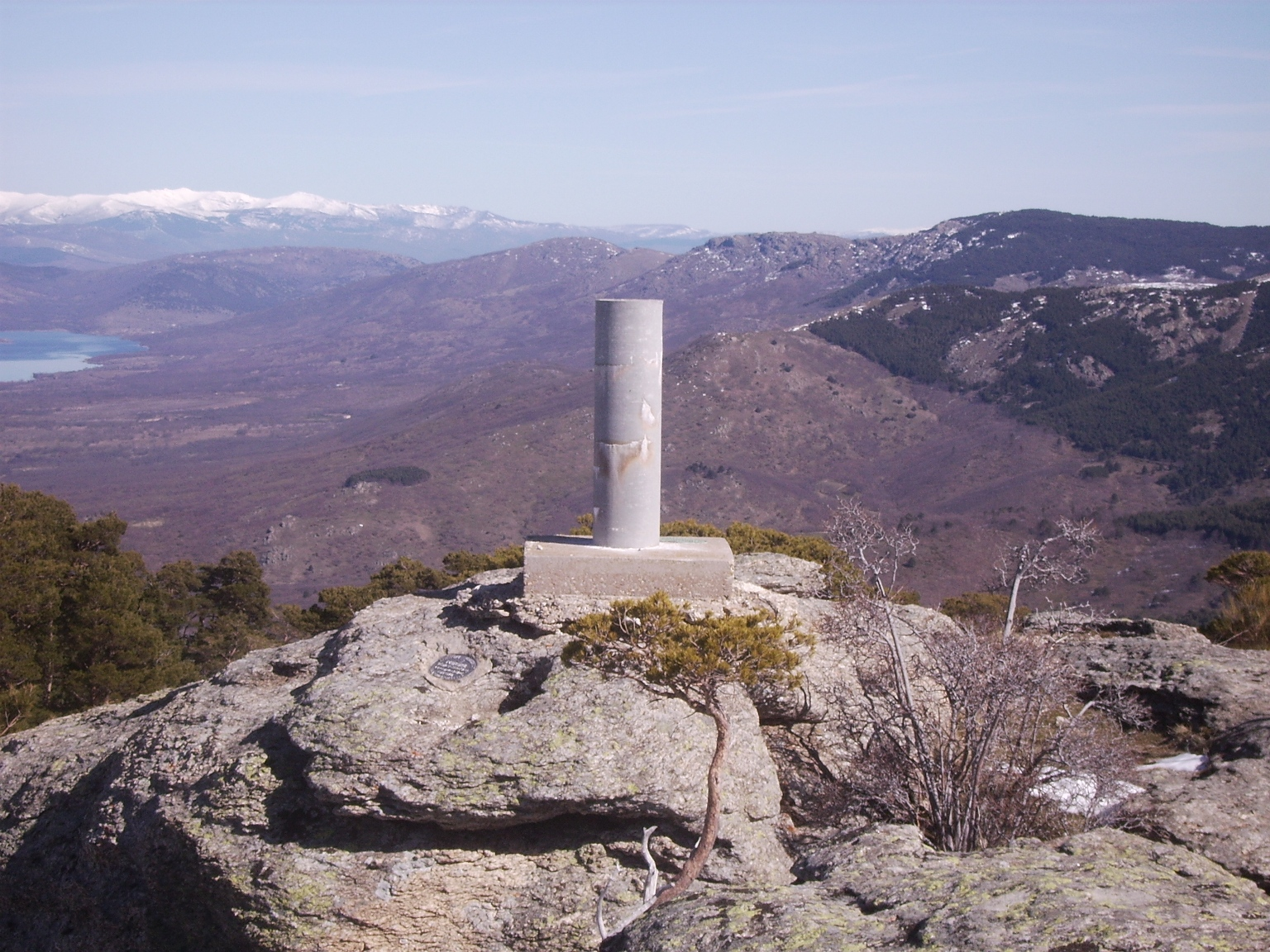
Vértice geodésico

En el término se encuentran dos vértices geodésicos, el de Atalaya Patronato (al este) y el de Campanario (al norte).
- Atalaya Patronato (Nº 100.636). Fue construido el 21 de octubre de 1976 en el punto más alto del cerro La Atalaya, en terreno de olivar del Cortijo "El Patronato" y a 1,5 km al noreste de éste. Se accede a él por la carretera a Corcoya hasta el km. 3,400, donde se deja el vehículo y a la derecha andando en dirección sur por un olivar, a unos 250 m, está el vértice. Con vehículo T.T. se llega hasta el vértice campo a través por el olivar.
- Campanario (Nº 100.639). Fue edificado el 15 de mayo de 1974 en la cumbre del cerro Campanario, perteneciente al cortijo del "Médico". Se puede llegar a él por la carretera a Badolatosa, a la salida del pueblo, y junto a un transformador (km. 7,700) se sigue por el camino de La Cuesta de Medina, que va en dirección norte. A unos 3,5 km, hay un paredón que tiene una entrada, se pasa y siguiendo en dirección este se llega al vértice.

| Vértice Geodésico | Coordenadas geográficas         | UTM (Huso 30)              | Zona             |
| ----------------- | ------------------------------- | -------------------------- | ---------------- |
| Atalaya Patronato | -4°43′16,31442″ 37°16′51,72164″ | X=347413,835 Y=4127437,596 | Cerro La Atalaya |
| Campanario        | -4°44′56,91096″ 37°19′41,17467″ | X=345033,066 Y=4132705,637 | Cerro Campanario |

Fuente: www.ign.es - Instituto Geográfico Nacional

### Hidrografía
La historia de Casariche no puede concebirse sin hacer referencia al río Yeguas, el principal responsable del nacimiento y progreso del pueblo a lo largo de los siglos y elemento clave en la expansión y crecimiento del mismo. Nace en Sierra Yeguas, en el paraje denominado Sierra de los Caballos, y llega a Casariche desde La Roda de Andalucía. Tras discurrir por el municipio llega a Puente Genil, donde desemboca en el río Genil. El río recorre hasta 1 km por el municipio, y casi 10 km por el término municipal.
En la actualidad el régimen hídrico es esporádico, pues no lleva agua durante gran parte del año, excepto en los días en los que se dan precipitaciones. Esto sucede por la inclinación que tiene el actual recorrido del río Yeguas, que al ser inclinado es un río de paso y las aguas bajan rápidamente. Esto no siempre fue así, en la antigüedad del puente y el decenar de molinos que funcionaron en el siglo XIX gracias a él, delatan que antaño presentó un flujo considerable. En la historia quedan las trágicas inundaciones de 1969 y 1973, cuando llegó a desbordar un puente de 14 m de altura y causar destrozos en cientos de hogares. La más reciente fue en 2001, pero sin graves incidentes.
El acuífero Águilas-Guinchón, en la sierra Puntal del Sur, es el principal abastecedor de agua de Casariche, así como de Lora de Estepa, La Roda de Andalucía y Badolatosa.

### Clima
El clima de Casariche, al igual que el del resto de la provincia, es mediterráneo típico. Las precipitaciones están repartidas de forma bastante irregular a lo largo del año, si bien hay un mínimo acusado en verano y un máximo en otoño e invierno. Registra una precipitación anual de aproximadamente de 530 mm (media de 2001 a 2010).
Las temperaturas son bastante extremas, con diferencias bastante importantes entre el día y la noche, y con una media anual de 17,5 °C. El clima viene caracterizado por inviernos fríos con heladas y veranos calurosos, con máximas que pueden incluso superar los 40 °C y mínimas superiores a 20 °C. En invierno, las temperaturas son frías, con máximas en torno a 15 °C y mínimas que pueden bajar de cero presentando más de 40 días de heladas anuales, aunque prácticamente nunca nieva. La primavera es suave, aunque al principio de la misma, las frías temperaturas mínimas pueden llegar a la helada.
Son raros los casos de nevadas registradas en Casariche, la mayor se produjo el 3 de febrero de 1954, y en el último lustro se han documentado hasta dos casos. El primero, durante la madrugada del 28 al 29 de enero de 2006 y el último a lo largo del día 10 de enero de 2010. Los registros climáticos, así como la predicción meteorológica para la localidad, pueden consultarse en el blog MeteoCasariche.
| Parámetros climáticos promedio de Casariche | Parámetros climáticos promedio de Casariche | Parámetros climáticos promedio de Casariche | Parámetros climáticos promedio de Casariche | Parámetros climáticos promedio de Casariche | Parámetros climáticos promedio de Casariche | Parámetros climáticos promedio de Casariche | Parámetros climáticos promedio de Casariche | Parámetros climáticos promedio de Casariche | Parámetros climáticos promedio de Casariche | Parámetros climáticos promedio de Casariche | Parámetros climáticos promedio de Casariche | Parámetros climáticos promedio de Casariche | Parámetros climáticos promedio de Casariche |
| Mes                                         | Ene.                                        | Feb.                                        | Mar.                                        | Abr.                                        | May.                                        | Jun.                                        | Jul.                                        | Ago.                                        | Sep.                                        | Oct.                                        | Nov.                                        | Dic.                                        | Anual                                       |
| ------------------------------------------- | ------------------------------------------- | ------------------------------------------- | ------------------------------------------- | ------------------------------------------- | ------------------------------------------- | ------------------------------------------- | ------------------------------------------- | ------------------------------------------- | ------------------------------------------- | ------------------------------------------- | ------------------------------------------- | ------------------------------------------- | ------------------------------------------- |
| Temp. máx. media (°C)                       | 14.3                                        | 16.7                                        | 21.5                                        | 22.3                                        | 25.7                                        | 33.1                                        | 33.9                                        | 34.8                                        | 30.1                                        | 25                                          | 18.3                                        | 15.8                                        | 23.1                                        |
| Temp. media (°C)                            | 9                                           | 11                                          | 15                                          | 16                                          | 19                                          | 26                                          | 26                                          | 27                                          | 23                                          | 19                                          | 13                                          | 11                                          | 17.9                                        |
| Temp. mín. media (°C)                       | 3.6                                         | 4.3                                         | 8.5                                         | 9.7                                         | 12.4                                        | 18.8                                        | 18                                          | 19.3                                        | 16                                          | 12.9                                        | 7.5                                         | 6.1                                         | 11.23                                       |
| Precipitación total (mm)                    | 72.5                                        | 113.5                                       | 97                                          | 74                                          | 45                                          | 24.5                                        | 2.5                                         | 2                                           | 31.5                                        | 55.5                                        | 104.5                                       | 114.5                                       | 737                                         |
| Días de precipitaciones (≥ 1 mm)            | 11                                          | 12                                          | 10                                          | 14                                          | 9                                           | 5                                           | 1                                           | 1                                           | 6                                           | 8                                           | 13                                          | 11                                          | 101                                         |
| Horas de sol                                | 179                                         | 183                                         | 224                                         | 234                                         | 287                                         | 312                                         | 351                                         | 328                                         | 250                                         | 218                                         | 186                                         | 154                                         | 2906                                        |
| Humedad relativa (%)                        | 72                                          | 68                                          | 61                                          | 60                                          | 57                                          | 52                                          | 47                                          | 50                                          | 54                                          | 63                                          | 71                                          | 75                                          | 61                                          |
| Fuente: Meteocasariche                      |                                             |                                             |                                             |                                             |                                             |                                             |                                             |                                             |                                             |                                             |                                             |                                             |                                             |

## Demografía
Cuenta con una población de 5307 habitantes (INE 2024).
| Gráfica de evolución demográfica de Casariche entre 1842 y 2021                                                       |
| |
| Población de derecho según los censos de población del INE. Población de hecho según los censos de población del INE. |

En 2012, la población se repartía de la siguiente forma. De sus 5652 habitantes, 5126 residen en el núcleo urbano, mientras que los 526 restantes se diseminan por zonas urbanizadas en los alrededores del pueblo, como El Rigüelo, Ribera Baja, Cortijo Almeda y Viña Diego. Casariche es además un pueblo en expansión, y claro signo de ello es el incremento relativo de población del 7,15 % que registró en el último año. La diversidad racial también está presente gracias a los 327 extranjeros que residen el municipio, de los cuales el 52 % proviene de Rumanía, el 36 % de África y el 9 % de Sudamérica.

## Economía
Nos encontramos en una zona en la que la agricultura ha sido un sector de la economía con peso a principios de los 90, si bien es verdad que este peso ha ido disminuyendo de forma importante a favor del sector secundario y terciario, pasando estos últimos a representar más del 85 % de los sectores económicos donde se ocupa la población del municipio.

### Agricultura
El principal sustento agrario de Casariche se basa claramente en el olivar, el cual abarca hasta 4361 Has de cultivo a lo largo de todo el perímetro municipal. Son por tanto la aceituna y el aceite los principales productos agrarios producidos en esta tierra.
Como se puede apreciar en el diagrama, la gran mayoría del cultivo de olivar es de secano, con sus 3027 Has frente a las escasas 568 Has de regadío. Por su parte, el cultivo herbáceo tiene una representación mucho menor, y esta se encuentra encabezada, no con tanta diferencia, por el cultivo de trigo (201 Has). De ellas, el 90 % de los trigales casaricheños son de secano.

### Actividades Económicas
Las principales actividades económicas de Casariche vienen encabezadas por comercios al por mayor y al por menor, así como de reparación de vehículos y bicicletas, sumando un total de 95 comercios. La industria manufacturera registra casi medio centenar de comercios, y el sector dedicado a la construcción está muy presente con sus 35 establecimientos. Le sigue la hostelería, un sector declarado en pleno crecimiento, de los que de momento ya suman hasta 23 comercios.
Como última mención a los principales establecimientos, señalar los dedicados a actividades administrativas y servicios auxiliares, entre otros.

### Evolución de la deuda viva municipal
| Gráfica de evolución de Deuda viva del Ayuntamiento de Casariche entre 2008 y 2019                                |
| |
| Deuda viva del Ayuntamiento de Casariche en miles de Euros según datos del Ministerio de Hacienda y Ad. Públicas. |

## Administración y política
La administración política del municipio se realiza a través de un Ayuntamiento de gestión democrática cuyos componentes se eligen cada cuatro años por sufragio universal. El censo electoral está compuesto por todos los residentes empadronados en Casariche mayores de 18 años, nacidos en España o en cualquier otro país miembro de la Unión Europea.
Según lo dispuesto en la Ley Orgánica del Régimen Electoral General (LOREG), que establece el número de concejales elegibles en función de la población del municipio, la Corporación Municipal de Casariche está formada por 13 concejales. (10 de Izquierda Unida y 3 del PSOE).
Desde 2023 ejerce el cargo de alcalde José Ramón Parrado Borrego, de Izquierda Unida.
| Partido político                           | 2019    | 2019       | 2015    | 2015       | 2011    | 2011       | 2007    | 2007       | 2003    | 2003       | 1999    | 1999       | 1995    | 1995       |
| ------------------------------------------ | ------- | ---------- | ------- | ---------- | ------- | ---------- | ------- | ---------- | ------- | ---------- | ------- | ---------- | ------- | ---------- |
| Partido político                           | Votos   | Concejales | Votos   | Concejales | Votos   | Concejales | Votos   | Concejales | Votos   | Concejales | Votos   | Concejales | Votos   | Concejales |
| Partido Socialista Obrero Español (PSOE-A) | 48,83 % | 7          | 55,81 % | 7          | 51,51 % | 7          | 38,74 % | 5          | 40,52 % | 5          | 44,07 % | 6          | 40,94 % | 6          |
| Izquierda Unida (España) (IULV-CA)         | 48,28 % | 6          | 42,62 % | 6          | 44,98 % | 6          | 58,35 % | 8          | 58,29 % | 8          | 52,04 % | 7          | 47,51 % | 6          |
| Partido Popular (PP)                       | 2,42 %  | 0          | 1,07 %  | 0          | 2,17 %  | 0          | 1,25 %  | 0          | 1,19 %  | 0          | 2,06 %  | 0          | 2,63 %  | 0          |
| Partido Andalucista (PA)                   | -       | -          | -       | -          | -       | -          | -       | -          | -       | -          | 1,83 %  | 0          | 8,14 %  | 1          |

| Periodo   | Nombre                                                               | Partido  |
| --------- | -------------------------------------------------------------------- | -------- |
| 1979-1983 | José María Soria Marín                                               | PCE      |
| 1983-1987 | Francisco Moriana Cano                                               | IU-LV-CA |
| 1987-1991 | Francisco Moriana Cano                                               | IU-LV-CA |
| 1991-1995 | Francisco Moriana Cano                                               | IU-LV-CA |
| 1995-1999 | Francisco Parrado Giráldez                                           | PSOE     |
| 1999-2003 | José Ramón Parrado Cano                                              | IU-LV-CA |
| 2003-2007 | José Ramón Parrado Cano (2003-2004) Eladio Lozano Jurado (2004-2007) | IU-LV-CA |
| 2007-2011 | Eladio Lozano Jurado                                                 | IU-LV-CA |
| 2011-2015 | Basilio Carrión Gil                                                  | PSOE     |
| 2015-2019 | Basilio Carrión Gil                                                  | PSOE     |
| 2019-2023 | Basilio Carrión Gil                                                  | PSOE     |

## Lugares de interés

### Iglesia de Nuestra Señora de la Encarnación de Casariche
La iglesia de Nuestra Señora de la Encarnación de Casariche se encuentra ubicada en el cruce de la calle Julián Besteiro con la calle Médico Gómez de las Cuevas, es el monumento más representativo de Casariche.

#### Historia
La iglesia parroquial de la Encarnación fue mandada construir por los marqueses de Estepa en el siglo XVII, el 13 de junio de 1676 según la inscripción que figura al pie de su pila bautismal.
El marquesado de Estepa, al cual pertenecía Casariche, mandó construir en 1580 una pequeña iglesia, donde se ubica la actual, que fue erigida en parroquia dependiente del mismo el 13 de junio de 1676, fecha en que se bendijo la Pila Bautismal (que aún se conserva).
Se trata de un edificio con planta de cruz latina, formado por una sola nave con capillas entre los contrafuertes interiores. Se cubren con bóveda de medio cañón compartimentado por fajones, lunetos y recuadros, mientras que el crucero lo hace con media naranja sobre pechinas con decoración radial.
La actual espadaña es una construcción reciente puesto que la espadaña original se desplomó a causa de un temporal el 30 de noviembre de 1959.
El retablo mayor procede del desaparecido convento de la Victoria de Estepa y está compuesto por banco, un cuerpo con tres calles separadas con estípites y ático. Está fechado en el XVIII. En un pequeño camarín moderno se encuentra la imagen de la titular y patrona del pueblo, Ntra Sra. de la Encarnación.
En cuanto a las imágenes que alberga, la inmensa mayoría son posteriores al año 1936, ya que la parroquia sufrió un saqueo y la quema de sus antiguas imágenes durante la noche del 21 de julio de este mismo año, como consecuencia de la persecución religiosa durante la Guerra Civil. Solo consiguieron salvarse la imagen de Ntro. Padre Jesús Nazareno y las manos de Ntra. Sra. de los Dolores.

#### Iglesia
Esta iglesia cuenta con un edificio de una sola nave de cruz latina con capillas entre los contrafuertes interiores. La nave principal se cubre con bóveda de medio cañón y el crucero con cúpula de media naranja con decoración radial sobre pechinas. Fue reformada en el siglo XIX y en fechas posteriores se reconstruye la espadaña y desaparecería un pequeño camarín decorado con ricas yeserías del siglo XVIII.

#### Interior
El retablo principal se compone de un banco, un cuerpo separado por 3 calles y un ático. Es el que ocupa la patrona, la Virgen de la Encarnación, que sale en procesión durante la mañana del Domingo de Resurrección; es obra de Castillo Lastrucci que, como en tantos pueblos, hubo de reponer lo perdido en la guerra civil española. El retablo procede del desaparecido convento de la Victoria de Estepa.
Otras imágenes importantes son: Nuestro Padre Jesús Nazareno, Nuestro Padre Jesús Cautivo, la Virgen de los Dolores, la Virgen de la Esperanza y el Cristo de la Expiración. En la Sacristía se conservan algunas piezas de orfebrería labradas en Córdoba a finales del siglo XIX.
Fte: Un paseo por nuestra Historia. PARROQUIA NTRA. SRA. DE LA ENCARNACIÓN. Francisco Estepa López. Depósito Legal: SE-4009-2004

### Cerro Bellido
Situado un kilómetro al sur de Casariche, se encuentra el más preciado recurso natural del municipio, el conocido como Parque Periurbano Cerro Bellido. Se trata de un paraje natural de gran belleza situado en un cerro desde el cual se puede ver todo el pueblo y deleitarse con unas magníficas vistas del paisaje coronado por las sierras que tanto identifican a la Sierra Sur de Sevilla.
El parque se encuentra rodeado por el río Yeguas y en él se pueden encontrar zonas de recreo, acampada, merendero y rutas de senderismo para disfrutar de los recursos naturales que ofrece.
El Cerro Bellido es también considerado un yacimiento arqueológico, ya que en él se encuentran dos antiguas canteras romanas de piedra cargadas de historia. Para hacerlas mejor visibles al visitante, se les ha dotado de amplias pasarelas a su alrededor y a través de ellas. Está en marcha el proyecto de dotarla también de carteles informativos para permitir al turismo conocer mejor su historia, las técnicas empleadas en la explotación de la cantera o las construcciones que pudieron levantarse gracias a ellas.
El camino de acceso al Cerro Bellido está dotado de una buena iluminación para visitas nocturnas, que son muy frecuentes en las calurosas noches de verano. Al parque se puede acceder cómodamente tanto en coche, como en bicicleta o caminando. Para ir en automóvil, hay que tomar la salida de la calle del Arroyo Seco, situada al sur de la localidad.

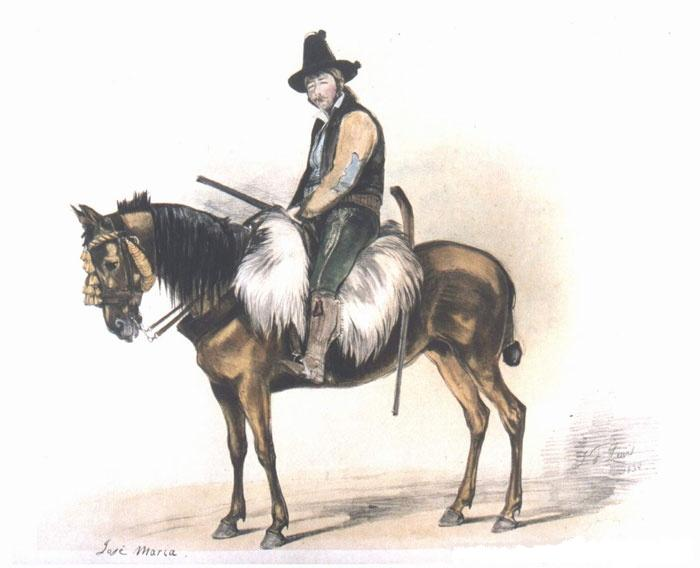
José María "El Tempranillo"

### Venta de La Paloma
La Venta de La Paloma es un lugar clave en la turística Ruta del Tempranillo. El lugar en cuestión se encuentra en el cruce de la Ronda de la Circunvalación con la A-379, a poco menos de un kilómetro de distancia del municipio, al oeste del mismo.
Según cuenta la leyenda, fue en dicho lugar donde José María "El Tempranillo" (uno de los más famosos bandoleros de Andalucía) acompañado de Juan Caballero y José Ruiz "El Germán", concertaron con el general Manso el indulto al bandido. Dicho documento se firmaría en la Ermita de la Fuensanta, en las afueras de Corcoya, allá por 1.833.

### Ermita de San Marcos
La Ermita de San Marcos de Casariche se encuentra situada en la Sierra del Puntal del Sur, a unos 5 kilómetros del casco urbano de la localidad casaricheña, junto a la autovía A-92 en medio de un entorno natural de gran belleza.
La Ermita es administrada por la Hermandad Romera de San Marcos de Casariche, y acoge a la imagen de San Marcos el día 25 de abril, durante la celebración de la Romería de San Marcos, en la que se dan cita numerosas personas de la localidad y alrededores.
En el interior de la ermita se encuentra un gran mosaico de la imagen de San Marcos donado por el Ayuntamiento de Casariche. Fue construida en el año 1986 por varios vecinos de Casariche, y en el interior del tejado se encuentra una botella, en la cual se introdujo los nombres de casi todos los colaboradores y trabajadores que la construyeron, que a continuación se citan algunos de ellos: Juanillo Nicolás, Antonio el de Herrera, Antonio Pilatos, Lureano el Severo, Miguel el Laurel, los Hermanos Pollollos, Pepe Bastos, José Miguel Carrión, Manuel Cerezo, Jesús Cerezo, y muchos más.

## Legado arqueológico
Las canteras romanas del Cerro Bellido representan la gran huella que antiguas civilizaciones como la romana dejaron en el territorio. No obstante, ni mucho menos es la única. En los alrededores del pueblo se han encontrado todo tipo de reliquias y restos arqueológicos de todo tipo, entre los que destacan ánforas, gruesas tégulas, diversas piezas de cerámica menuda e incluso restos de cimientos de construcciones romanas, muy seguramente de lo que serían quintas o villas romanas de patricios residentes. El hallazgo del mosaico "El Juicio de Paris" es el exponente de la riqueza arqueológica de la zona, manifestada en multitud de restos y construcciones de diferentes épocas que configuran un rico patrimonio histórico-cultural.

### El Juicio de París
Sin duda, este es el hallazgo de mayor importancia en el territorio. Se encontró por casualidad en julio de 1985 en la Villa Bajoimperial "El Alcaparral", al este del municipio no muy lejos de la carretera que conecta el pueblo con Badolatosa. Se trata de un gran mosaico de 3,6 m de alto por 3,2 de ancho, compuesto por un tema central rodeado por tres orlas de diferentes motivos. Representa la famosa escena de la mitología romana "El Juicio de Paris". Concretamente, se basa en un pasaje de la "Ilíada", donde las diosas Atenea, Hera y Afrodita -de izquierda a derecha- se disputan, ante París y Hermes, la manzana de oro, símbolo de la belleza.
Destaca en él la presencia de Afrodita desnuda, aunque su gran valor radica en su originalidad, pues hablamos de un tema iconográfico inédito en la península ibérica y con una lista de características que lo hace único en la península, e incluso en el mundo. “Las versiones más próximas las hallamos en pintura de Pompeya. Parece antecedente del mosaico perdido de Transilvania, que es especular de aquella, y es relacionable con una segunda pintura de Pompeya.” Otros mosaicos homónimos los podemos encontrar en Antioquia, Cherchel, y Cos. Por lo que suman solo cinco a nivel mundial (uno de ellos desaparecido).
Los restauradores coinciden en que su valor y el del resto de los mosaicos «es incalculable, ya que se trata de obras de una ejecución técnica muy buena y de una calidad enorme en sus teselas». Destacan además la «rareza de su composición», el cual posee una influencia oriental grande: «Las teselas de cerámica consiguen unos colores que no poseían las teselas de piedra. Además los ropajes de los personajes que aparecen en la composición tienen unas teselas vítreas que no se usaban usualmente».
El mosaico data del siglo IV d. C., y formaba parte del pavimento de la zona noble de una lujosa villa bajoimperial, en lo que fue sala-dormitorio del señor de la villa. Ya se puede contemplar en el Museo Arqueológico de Casariche, donde se encuentran además otros mosaicos hallados en la misma zona.

### Ventippo

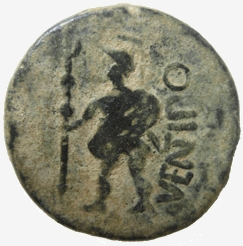
Moneda de Ventippo.

En el cerro de La Atalaya, situado a unos tres kilómetros al norte del municipio, se encuentra a un importante yacimiento arqueológico donde se han encontrado multitud de restos de una ciudad muy anterior a la invasión del imperio romano. Diversos estudios apuntan a que puede tratarse de Ventippo, una antigua ciudad fundada por los celtas varios siglos antes de cristo. Todos los estudios están avalados por la aparición de monedas con la leyenda VENTIPO (donde la N y la T se fusionan en una sola letra), y que parece ser la moneda propia de la ciudad. Una de ellas, fue regalada al emperador Napoleón Bonaparte a principios del siglo XIX.
La aparición de varias lápidas funerarias con dicho epígrafe (ventiponensis y otros) acaban por confirmar la teoría. Se ignora el siglo aproximado de su fundación, aunque sí se sabe cuándo cayó en manos del imperio romano, el 16 de marzo del año 46 a. C.. Fue sitiada por Julio César durante la guerra civil que mantenía contra los hijos de Pompeyo el Grande un día antes de la batalla de Munda.
Diversos restos arqueológicos del yacimiento de La Atalaya permanecen actualmente expuestos en Museo Arqueológico de Sevilla. Entre ellos un ladrillo con doble inscripción en el canto: AMAVONIS VIVAS, una placa de barro cocido con estampilla circular con flor de ocho pétalos, panza de vasijas de cerámica ibérica decorada, una cabecilla de barro (rostro) y diversos utensilios de hierro y bronce. Los restos encontrados delatan a las diferentes culturas que han dejado su huella en La Atalaya, entre otras, la Íbera, la Romana y la Musulmana. En la actualidad, el yacimiento se encuentra protegido y los restos permanecen provisionalmente enterrados para su mejor conservación.
Fuente: Un paseo por nuestra Historia. VENTIPPO. Francisco Estepa López. Depósito Legal: SE-3881-2004

Campaña del César de Roma hasta la Batalla de Munda.

### Carruca
En marzo de 1970, en el conocido como "Cortijo Parejo", al sur de la localidad (en la pedanía de El Rigüelo) se encontraron por accidente restos de antiguas construcciones romanas a unos dos metros de profundidad. Se procedió entonces a una excavación en todo el perímetro en la que se hallaron multitud de restos de gran valor, entre los que destacaron varios mosaicos. Uno de ellos, de 4,56 m de altura por 2,64 de ancho, data del siglo II d. C., y se encuentra expuesto en el Museo Arqueológico de Sevilla.
Los cimientos cruzados a dos niveles de la edificación romana, hace suponer que se edificó sobre los restos de otra anteriormente destruida. La presencia de carbón y ceniza entre ambos cimientos revela que la primera construcción fue destruida por fuego. Aunque aún no se ha confirmado, diversos estudios avalan la teoría de que los restos pertenezcan a la pequeña ciudad de Carruca, incendiada por los pompeyanos en vísperas de la batalla de Munda. Carruca fue una ciudad próxima a la de Ventippo, según datos aparecidos en el "Bellum Hispaniense".

### Canteras romanas
En lo alto de Cerro Bellido, por el lado opuesto a su acceso, se encuentran las hondonadas de dos grandes canteras romanas de piedra "lapidicinae". En ellas han aparecido restos de cerámica, edificios y utensilios metálicos de herramientas utilizadas por los obreros.
Una ladera de gran pendiente separa el río Yeguas de la zona occidental del cerro, y se estima que a través de ella se colocaron gruesos canales romanos para la conducción del agua. Hablamos de unos gruesos canales de barro cocido de 50 cm de largo por unos 25 cm de diámetro.
Las piedras se extraían en forma de cilindro, mediante cuñas de madera que se mojaban y al dilatarse rompían la roca. Se cree que con estos tubos de piedra se construyó algún que otro edificio en Córdoba, y una vez en ruinas, se reutilizarían los restos para otras obras como el Ayuntamiento y la iglesia de Santa Victoria de Córdoba. También se comenta que los árabes pudieron usar estos cilindros en los molinos que tenían en el río, para así conducir el agua desde la presa hasta el rodezno.
Por último cabe mencionar la presencia de restos fósiles de fauna marina, especialmente conchas. Su origen se remonta millones de años atrás, cuando el Mar Tetis cubría la mitad sur y este de la península ibérica.

### Yacimientos arqueológicos
Casariche cuenta con más de una docena de yacimientos arqueológicos por todo el término municipal.
| Referencia | Yacimiento    | Descripción |
| ---------- | ------------- | --- |
| 1          | El Alcaparral | Hallados multitud de mosaicos de gran valor, entre ellos "El Juicio de Paris"                                              |
| 2          | La Atalaya    | Emplazamiento de la antigua ciudad de Ventippo. Halladas piezas de cerámica y construcción. Posee una galería subterránea. |
| 3          | Cerro Bellido | Dos gigantescas canteras romanas de piedra.                                                                                |
| 4          | El Rigüelo    | Restos de edificaciones romanas. Posible emplazamiento de la antigua ciudad de Carruca.                                    |
| 5          | El Toril      | Gran construcción circular romana. Pudo tratarse de un edificio funerario.                                                 |
| 6          | El Almajar    | Restos de una fortaleza romana. Hallados una columna y restos de cerámica y de armas.                                      |

También están los de Santa Bárbara, El Patronato, Arroyo Seco, Serón, La Salada, Villalata y Dehesilla entre otros.

## Fiestas populares

### Feria de Santiago, 25 de julio
Se trata quizás, de la fiesta más arraigada dentro de la cultura popular de la localidad, que se celebra en honor al Patrono, Santiago Apóstol.
Dicha fiesta se prolonga normalmente durante cinco días, coincidiendo alguno de ellos con el día de la festividad de Santiago. En el recinto se instalan unas 15 o 16 casetas, además de la caseta municipal, que hacen de la feria una de las más importantes de la zona. Además, se instalan muchas atracciones para diversión de los más pequeños.
La feria comienza por la noche y acaba siempre en la mañana del día siguiente. Para amenizar las tardes, se realizan juegos populares que congregan a la mayor parte de los jóvenes de la localidad. Además, desde meses antes se realizan juegos y competiciones que acaban en la semana de la feria, así como la elección de la Reina y Damas de las Fiestas y el Mister.
Debido a las fechas estivales en las que se celebra dicha fiesta y el carácter de los lugareños, suele ser un punto de encuentro entre todos los casaricheños, familiares emigrantes y personas de las localidades de la comarca, donde se disfruta de unos entrañables días de alegría y convivencia hasta altas horas de la madrugada.
Esta fiesta es muy antigua y ha tenido distintos lugares de celebración, pero en la actualidad se celebra en un nuevo recinto a las afueras de la localidad por la carretera de Corcoya.

### Fiesta de la Candelaria, 2 de febrero
La fiesta de la Candelaria de la Sierra Sur de Sevilla es distinguida en toda Andalucía, gracias sobre todo a la de Gilena, Pedrera, La Roda de Andalucía y Casariche. Con una alta participación de todos los vecinos y gentes venidas de fuera, estos pueblos prenden más de medio millar de hogueras al anochecer. Con amigos o en familia, todos se reúnen junto al fuego y en la celebración no faltan las risas, la comida, la bebida y los bailes hasta bien entrada la madrugada.

### Semana Santa
La Semana Santa de Casariche, en claro resurgir durante las últimas décadas, cuenta con los siguientes desfiles procesionales:
- El Domingo de Ramos abre la Semana Santa la procesión de la Asociación Cofrade de la Entrada Triunfal de Jesús en Jerusalén (La Borriquita). Obra de Domingo García Espejo, es con diferencia el paso más reciente de todos (2009). Cuenta con 242 cofrades, y durante la procesión le acompañan decenas de niños con una palma. Sale a las cinco de la tarde hasta las nueve y media de la noche.
- El Jueves Santo procesionan los dos pasos de la Hermandad de Nuestro Padre Jesús Cautivo y Nuestra Señora de los Dolores, una cofradía que data del año 1700 aprox. Ambas imágenes son obra de Antonio Castillo Lastrucci, después de que las anteriores fueran destruidas en 1936. Ambos pasos salen de la propia capilla de la hermandad, y tiene la peculiaridad de que los nazarenos, dependiendo del paso que acompañan, visten diferente. Los de Jesús Cautivo visten túnica blanca, capa y capillo morados con la Cruz Trinitaria como insignia, mientras los de la virgen túnica azul, capa y capillo negros con el corazón con siete puñales clavados como insignia.
- El Viernes Santo por la mañana hasta bien pasado el mediodía, procesionan los dos pasos de la Hermandad de Nuestro Padre Jesús Nazareno y María Santísima de la Esperanza; una cofradía cuya antigüedad se remonta a la de la propia iglesia, allá por 1676. La imagen de Jesús Nazareno es la más antigua de la localidad (finales del siglo XVII) y su autor es anónimo, aunque perteneciente a la escuela granadina de escultura del siglo XVI.

También es la más seguida con un total de 620 hermanos, siendo la que más devoción despierta en el pueblo. Comienza el recorrido desde su propia capilla, con nazarenos de túnica morada con botonadura blanca, antifaz morado, capa blanca y cíngulo amarillo. Uno de los momentos clave en la procesión, es el encuentro entre ambos pasos hacia las diez de la mañana, en el puente de Triana, al son de las dos bandas de música que los acompañan.
- El Viernes Santo por la tarde procesiona el paso de la Hermandad del Santísimo Cristo de la Expiración. Es también conocido como Cristo de los Obreros, ya que la hermandad fue fundada por jóvenes de las Juventudes Obreras de Acción Católica en 1947 así como por la labor social de la hermandad para ofrecer trabajo a los lugareños más necesitados. Cuenta con 315 hermanos y es una imagen de gran devoción para los jóvenes casaricheños.

Los nazarenos visten túnica negra, capa y capillo blancos con el escudo de la Hermandad (Cruz de Jerusalén en rojo, enmarcada por una corona de espinas en oro) en la parte izquierda de la capa. Sale de la iglesia de Ntra Sra de la Encarnación y cabe destacar en la procesión el paso por el puente de Triana al caer la noche. Las farolas se apagan para que la luna y decenas de bengalas alineadas a los dos lados de la calle alumbren la imagen.
- El Sábado Santo por la tarde procesiona la Hermandad del Santo Entierro de Cristo. Es una imagen copia de una destruida en 1936, que fue creada en 1942 pero que no procesionó hasta muchos años después. Pertenecía a la familia Parrado Rodríguez, y en su calle permanecía expuesto crucificado cada Sábado Santo bajo una caseta de madera con crespones negros. Como sus brazos son articulables, puede representar un cristo crucificado o un cristo yacente (como procesiona en la actualidad). Cuenta con 140 hermanos y sale de la parroquia Ntra. Sra. de la Encarnación.
- El Domingo de Resurrección concluye la Semana Santa casaricheña con la procesión de Gloria, la de la virgen patrona y titular de la parroquia, Nuestra Señora De la Encarnación. La devoción por la virgen nació con el pueblo mismo, un fervor que no ha hecho sino acrecentarse a través de los siglos y por el que ha logrado que todo pueblo se haya volcado siempre con ella. Se le atribuyen varios milagros, el más famoso el de una anciana con escoliosis que fruto de la enfermedad perdió la vista de un ojo. A pesar de que la vista era irrecuperable, la mujer se frotó cada día la estampa por el ojo ciego y acabó sanando de la ceguera y la escoliosis meses después.

Destruida en 1936, se adquirió una idéntica el mismo año, obra de Antonio Castillo Lastrucci. Hasta los años cincuenta, procesionaba junto con el paso del patrón Santiago Apóstol el 25 de julio (día del patrón), para luego procesionar solo la tarde del Domingo de Resurrección por la tarde y hasta hace relativamente poco por la mañana. Cuenta con 220 hermanos y la gran mayoría de los costaleros son mujeres. Sale de la iglesia a la que da nombre a las nueve y media de la mañana una vez concluida la Santa Misa, y tras su recogida, los hermanos de todas las cofradías del pueblo acuden a la sede de sus respectivas hermandades a celebrar una gran comida juntos invitados por la propia hermandad.
Fte: https://web.archive.org/web/20120630123559/http://semanasanta.casariche.es/index.php
| Día                     | Procesión                                                                       | Salida | Carrera Oficial | Recogida |
| ----------------------- | ------------------------------------------------------------------------------- | ------ | --------------- | -------- |
| Domingo de Ramos        | Asociación Cofrade de la Entrada Triunfal de Jesús en Jerusalén (La Borriquita) | 17:00  | 19:00           | 21:30    |
| Jueves Santo            | Hdad. de Ntro. Padre Jesús Cautivo y Ntra. Sra. de los Dolores (2 pasos)        | 20:00  | 23:15           | 01:00    |
| Viernes Santo           | Hdad. de Ntro. Padre Jesús Nazareno y María Stma. de la Esperanza (2 pasos)     | 08:00  | 12:30           | 15:00    |
| Viernes Santo           | Hdad. del Stmo. Cristo de la Expiración                                         | 19:00  | 23:00           | 01:00    |
| Sábado Santo            | Hdad. del Santo Entierro                                                        | 18:00  | 19:30           | 21:00    |
| Domingo de Resurrección | Ntra. Sra. De la Encarnación                                                    | 09:30  | 11:30           | 14:00    |

#### Cuartelillos de Cuaresma
Como detalle autóctono asociado a esta fiesta en Casariche, cabe destacar los famosos "cuartelillos de Cuaresma", a modo de tabernas cofrades mantenidas y servidas por los propios hermanos y simpatizantes, donde se reúnen para comer, beber y compartir vivencias, al mismo tiempo que se colabora de cara a los inminentes desfiles procesionales. En cada uno de ellos se pueden observar multitud de fotografías y adornos cofrades, mientras se respira el típico aroma a incienso y se escuchan las populares marchas procesionales.

### Romería de San Marcos, 25 de abril
La Romería de San Marcos de Casariche se celebra el día 25 de abril en honor a San Marcos. Se trata de una romería que se celebra en la Sierra de El Puntal del Sur (en la Sierra Sur de Sevilla), situada a unos 5 km del casco urbano de Casariche y a unos 2 km de Lora de Estepa, junto a la autovía A-92.
La salida tiene lugar a primeras horas de la mañana desde la parroquia Ntra Sra de la Encarnación de Casariche, donde se encuentra la imagen. De ahí parte hacia Lora de Estepa pasando por las inmediaciones de la sierra donde se celebra la romería, a la que volverá tras la visita a la localidad. A los pies de la sierra se encuentra su ermita, a la que llegará sobre mediodía y donde permanecerá expuesto hasta su regreso a la iglesia al caer la noche.
El recorrido total es de unos 10 kilómetros, pero no le falta compañía. A los cientos de peregrinos que siguen a la imagen, le acompañan decenas de carrozas elaboradas por grupos de vecinos de Casariche. Como en todas las romerías, no faltan atracciones, puestos de mercadillo y de comida. Es tradición subir también a una enorme cueva situada en lo alto de la sierra, y desde la cual se aprecian unas magníficas vistas. Esta fiesta se celebra en hermandad junto con la cercana localidad de Lora de Estepa y es organizada por la Hermandad Romera del pueblo.

### Romería de San Isidro, 15 de mayo
Esta romería tiene lugar en una pedanía de Casariche, El Rigüelo, y se celebra durante el fin de semana que corresponde con el 15 de mayo. Comienza el viernes con el traslado de la imagen de San Isidro desde la parroquia Ntra Sra de la Encarnación hasta la aldea, que se encuentra a unos 3,5 km del municipio. Durante el fin de semana, se celebran multitud de juegos y actividades, actuaciones musicales, concursos, degustaciones, competiciones deportivas y la elección de reina, damas de honor y míster entre los jóvenes residentes en la pedanía. La festividad concluye el domingo con la entrega de trofeos y traslado de la imagen de nuevo a la parroquia. La fiesta es organizada por su propia hermandad con la colaboración del Ayuntamiento de Casariche.

### Velá de San Antonio, 13 de junio
Esta fiesta se celebra el sábado de la semana que coincide con el 13 de junio. La velá se celebra en la calle Andalucía, junto a la plaza del ayuntamiento, ya que allí se encontraba la antigua ermita de San Antonio de Padua hasta su derribo en 1989. Su organización corre a cargo de los vecinos de la calle, y cuenta con una orquesta amenizando la fiesta, así como actuaciones musicales y juegos, además de un servicio de barra a cargo de alguna asociación del pueblo. La fiesta dura desde la noche hasta el amanecer, y al alba los vecinos ofrecen chocolate y dulces a los presentes.
Esta esperadísima fiesta es considerada el comienzo "no oficial" del verano en la localidad.

### Romanorum Festum Ventippo, Primeros de julio
Durante el primer fin de semana de julio, Casariche se viste de gala para homenajear su pasado. Durante tres días, el Cerro Bellido de Casariche se convierte en la ciudad de Ventippo, un marco de excepción para revivir los usos y costumbres de sus antepasados romanos. Este guiño al pasado y a la cultura romana (su historia, forma de vestir, artesanía, etc.) ha estado acompañado de otro al presente y a sus raíces, ya que también el flamenco tiene cabida en la fiesta.
El Romanorum Festum Ventippo se inaugura oficialmente el viernes hacia las 9 de la noche tras un majestuoso desfile inaugural desde la Plaza del Ayuntamiento. El desfile es encabezado por la IV Legión Romana Síngilis de Jauja, y culmina al caer la noche en el Cerro Bellido.
Un sinfín de mercados artesanales (de esparto, complementos varios, aceitunas, pintado de camisetas, decoración en cristal, productos de farmacia, etc.) junto con los stands de las asociaciones del pueblo toman parte en esta gran fiesta, en la que también se habilita una ludoteca para que los más pequeños tengan su lugar de juegos y actividades.
Las noches quedan amenizadas con varias representaciones teatrales de temática clásico-romana en el Teatro Romano habilitado para la ocasión, llevadas a cabo por compañías teatrales. No faltan tampoco espectáculos flamencos (con recitales de cante y guitarra flamenca), exhibición de cetrería, y un concurso de disfraces romanos entre todos los que acuden disfrazados de época.

## Deporte
El fútbol casaricheño viene representado por el Club Deportivo Ventippo, que milita en el Grupo 2 de Primera Provincial de Sevilla. El filial juvenil lo hace en el Grupo 4 de Segunda Provincial y el cadete en el Grupo 2 de Segunda Provincial. En 2010 se inauguró el nuevo estadio de fútbol con campo de césped artificial, por lo que el campo de albero del polideportivo dejó ser el escenario de los partidos del CD Ventippo.
Todos forman parte del Club Deportivo Casariche Balompié, fundado en 1988. Visten camiseta azul marino con pantalón y medias a juego, como segunda equipación visten igual pero con camiseta verde con motivos azules. El portero viste camiseta dividida diagonalmente en naranja y negro, pantalón rojo y media negra.
Pero si por algo ha destacado el deporte casaricheño, es por la competición de fuerza. La culpa es del strongman y potencista de élite Pedro Moriana Piña, campeón de España de Fuerza y galardonado como Hombre más fuerte de España en cuatro ocasiones.
No se queda atrás el taekwondo y sus jóvenes grandes promesas. El Club de Taekwondo de Casariche viene siendo ya un habitual en medallas provinciales e incluso a nivel de Andalucía, gracias sobre todo a la jovencísima deportista Belén González Rengel, dos veces galardonada como mejor deportista de Andalucía en Taekwondo. Pese a su corta carrera, la joven casaricheña ya puede presumir de un palmarés envidiable entre los que destaca: Campeona del Internacional de Galicia, cinco veces ganadora del Internacional de Canarias, cinco veces campeona de Andalucía, medalla de plata y bronce en el Open de España de Taekwondo y 6.ª de Europa en el Campeonato Continental de Chipre 2011. Bronce en el Campeonato de España en el 2009, oro del Campeonato de España en el 2011, plata en el Campeonato de España en el 2012 y cinco Open internacional de Andalucía consiguiendo el oro en estos. En lo que va de este 2013, ha conseguido el premio a la mejor deportista de Andalucía 2013, oro en el Campeonato de Andalucía sub-21, plata en el Campeonato de Andalucía júnior y bronce en el Campeonato de España 2013. Es la gran promesa del deporte casaricheño y aspira a ser una de las grandes bazas del deporte español para los próximos años.
En cuanto a atletas, los discípulos de la Escuela de Atletismo “Miguel Ríos” han ganado buena reputación en diversas competiciones andaluzas, como el propio Miguel Ríos en masculino y la atleta Sigrid Averland en femenino. Además de estas, Casariche cuenta con otras asociaciones deportivas relevantes, como la Asociación Ciclista “Spera k m Ahogo”, el Club de Tenis “Ventippo” (organizador del prestigioso Maratón de tenis “Villa de Casariche”), el Club Deportivo de Bandoleros “Airsoft” (Paintball) y el Club Motero “Los Catastróficos”. No se quedan atrás la Asociación Deportiva de Caza de Casariche y el Club de Petanca de Casariche, las cuales organizan competiciones sobre todo en el mes de julio.

### Eventos deportivos importantes

#### Carrera Popular "Miguel Ríos"
A mediados de julio tiene lugar el evento deportivo más importante del pueblo, la Carrera Popular “Miguel Ríos”. Es el gran acontecimiento de atletismo de toda la comarca y uno de los más importantes de toda la provincia. Se viene celebrando desde 1988, y cada año reúne un gran despliegue de corredores de primer nivel venidos de toda Andalucía. Son dos carreras, una masculina y otra de mujeres y veteranos. El recorrido toma lugar en las propias calles del pueblo y su circuito suele cambiar de calles de unos años a otros. El trayecto es unos 5,5 kilómetros aproximados distribuidos en 4 vueltas.

#### Torneo de Feria Fútbol 7
Arranca a principios de junio y se celebra en el campo de fútbol del CD Ventippo. Con una participación media de unos veinte equipos del pueblo y toda la comarca, el formato son dos ligas de diez equipos con ida y vuelta, de los cuales se clasifican los cuatro primeros. Los ocho resultantes se enfrentarán en eliminatorias a único partido. No obstante, el formato de competición varía en función de los equipos inscritos, aunque no difiere mucho del expuesto. El vigente campeón es el conjunto "La Trupe", ganador también de las 6 últimas ediciones.
El calendario comienza en junio y durante el período de liga se disputan cuatro partidos cada día excepto sábados y domingos. El horario de los dos primeros partidos será a las 20:00 horas, y los dos siguientes jugarán a las 21:00. El Torneo concluye el lunes de la semana de feria con la gran final a las 21:00 de la noche. Acto seguido, todos los equipos acuden a la “Fiesta del deporte”, celebrada en la carpa de la caseta municipal de la feria. Allí se entregarán los trofeos de esta y todas las competiciones deportivas celebradas con motivo de la feria.

#### Maratón de Tenis “Villa de Casariche”
Organizado por la Concejalía y el “Club de Tenis Ventippo”, cada año durante el último fin de semana de junio se celebra la Maratón de Tenis “Villa de Casariche”. Con horarios de infarto desde el alba hasta altas horas de la madrugada, exige un rendimiento físico y mental que cada año, desde que naciera en 1999, atrae a un número de tenistas cada vez mayor en busca de superar sus límites.
La Maratón cuenta con seis competiciones, que son las de dobles y simples divididas entre los rangos sénior, juvenil y alevín. El torneo comienza el viernes y se extiende todo el fin de semana hasta el domingo. Los partidos se disputan en las dos pistas de tenis del polideportivo municipal, y los trofeos se entregan durante la “Fiesta del Deporte” el lunes de Feria.

### Infraestructuras deportivas
Salvo la piscina municipal, que se halla en la avenida principal del pueblo, todas las infraestructuras deportivas de Casariche se encuentran en el polideportivo municipal o muy próximo al mismo. El polideportivo cuenta con un gran plantel de instalaciones, como un campo de fútbol de albero, otro de fútbol 7, dos pistas de tenis, otra de baloncesto y otra de salto de longitud. También dispone de un gimnasio bien equipado.
Al sur del polideportivo, se encuentra la piscina cubierta del pueblo, la segunda piscina municipal. Está abierta durante todo el año y dispone de multitud de actividades y cursos de natación. Junto a la piscina y el polideportivo, se levanta el estadio de fútbol del CD Ventippo, el equipo de fútbol de la localidad. Su campo es de césped artificial, en los que además de las líneas reglamentarias del fútbol, cuenta con otras que lo dividen en dos campos de fútbol 7 para la disputa del Torneo de Fútbol 7 que se celebra en verano. El campo alberga además una pista de atletismo entre las gradas y el terreno de juego. Frente al polideportivo, se encuentra la pista de petanca.

## Cultura

### Eventos

#### Cursos de verano de Casariche
Es el evento cultural más importante de la localidad y quizá de la comarca. Durante la última semana de agosto, el teatro municipal se viste de gala para todas las charlas, lecturas y proyecciones que ofrecerán conferenciantes de toda la geografía mundial. En la gran semana cultural de Casariche de 2012, se recibió al presentador de Canal Sur Ezequiel Martínez, así como a profesores de universidades extranjeras como las de Padua, Milán, Tánger o Bérgamo.
La organización corre a cargo del Ayuntamiento, la Asociación Cultural de Casariche “ASACHICA”, la Universidad de Sevilla, la Universidad de Málaga y la Universidad de Melilla. Se celebra cada año y recibe a multitud de estudiantes universitarios, ya que ofrece el reconocimiento de 3 créditos de E.C.T.S. y 8 créditos de Libre Configuración para las universidades de Sevilla, Málaga y Pablo de Olavide.

#### Semana Intercultural de Casariche
Se celebra durante una semana a mediados del mes de junio en la plaza del ayuntamiento y alrededores. El evento está destinado a que las diferentes culturas residentes en la localidad establezcan un punto de encuentro al aire libre, propiciando la comunicación y el conocimiento entre ellas. La calle peatonal “Andalucía” se llena de stands con elementos propios de la sociedad que representan y degustación de platos típicos de cada tierra. Además, hay actuaciones teatrales, musicales y exhibiciones de baile.

#### Festival de Cante Jondo
Cada año desde 1990, la Tertulia de Cante Jondo "Manuel Herrera Rodas" de Casariche celebra su gran festival del flamenco recibiendo a las mejores voces españoles del cante jondo durante tres mágicas noches llenas de duende, alas que tampoco faltan compañías de baile flamenco. El festival se celebra en el teatro municipal durante el mes de julio, en el fin de semana previo a la Feria de Santiago. En la Casa de la Juventud (muy próxima al teatro) se abre una exposición donde se exhiben grandes fotografías de acuerdo a la temática.

### Música
Casariche cuenta actualmente con una banda musical cofrade, la Asociación Cultural Musical “Maestro Vitito”. También contó en un pasado con la Banda de Cornetas y Tambores “Amor y Pasión” de Casariche, “Amor y Pasión” fue fundada en 2004 y dirigida por Manuel Esteban, antiguo director de la Banda de CC y TT Ntra. Sra. Del Sol de Sevilla, la cual también la apadrina. Por su parte, “Maestro Vitito” es la más antigua (1988) y con mayor reputación a nivel comarcal, provincial y autonómico. Además, debe su nombre a su primer director musical. La banda cuenta con unos 55 componentes aproximadamente, con una importante representación de jóvenes músicos.
La Asociación Cultural Flamenca “Tertulia del Cante Jondo” de Casariche es la principal impulsora de la música flamenca en la localidad. Además de los recitales que ofrece a lo largo del año, organiza el Festival de Cante Jondo a mediados de julio.

## Gastronomía
Casariche goza de buena fama gastronómica, gracias en especial a sus naranjas "picás" con bacalao, su encebollao de bacalao y sus maimones. Sus productos de repostería están encabezados por las hojuelas, además de sus Roscos de Semana Santa.
En un pueblo de gran tradición olivarera como este, no puede faltar el aceite de oliva, imprescindible en el recetario de Casariche, así como sus aceitunas aliñadas. Los embutidos y carnes de cerdo, las migas o el tradicional salmorejo o porra, no asumen ni mucho menos un papel menor. Estas y otras muchas recetas pueden ser encontradas en el libro 139 recetas de la cocina tradicional de Casariche de Juan Carlos Borrego Pérez.
A lo largo del año, se celebran multitud de eventos gastronómicos en los que se premian a los mejores platos típicos, como el mejor salmorejo o aceitunas aliñadas entre otros.

## Transporte y comunicaciones
El pueblo se encuentra en pleno corazón de Andalucía, por lo que puede presumir de gozar de una ubicación muy privilegiada.
| Capitales         | Distancia (km) | Capitales andaluzas | Distancia (km) | Ciudades     | Distancia (km) |
| ----------------- | -------------- | ------------------- | -------------- | ------------ | -------------- |
| Madrid            | 490            | Sevilla             | 117            | Estepa       | 11             |
| Barcelona         | 953            | Córdoba             | 88             | Puente Genil | 14             |
| Valencia          | 605            | Málaga              | 95             | Osuna        | 37             |
| Salamanca         | 536            | Granada             | 135            | Antequera    | 48             |
| Lisboa (Portugal) | 589            | Cádiz               | 208            | Lucena       | 36             |
| Rabat (Marruecos) | 344            | Jaén                | 126            | Écija        | 48             |

Poco menos de una hora en coche separa a Casariche de grandes ciudades como Málaga o Córdoba, una hora larga de Sevilla y una hora y media aproximada para ir a Granada o Jaén. Además, se encuentra a tan solo 5 minutos de la A-92, una de las principales arterias de Andalucía.

### Estación de ferrocarril
En el cruce de Barriada de la Estación con Carretera Estepa se encuentra la estación de tren de la localidad, de la vía regional que une Córdoba y Málaga y cuyo uso es ya casi exclusivo para mercancías, a diferencia de antaño, con bastante tráfico de viajeros.

### Autobús
Casariche cuenta con las líneas de autobuses Linesur (Sevilla) y Carrera (Córdoba). Hay paradas en el cruce de Julián Besteiro con Carretera de Badolatosa, y en el cruce de Avenida de Triana con Carretera de Badolatosa.

## Medios de comunicación
Pese a ser una localidad relativamente pequeña, Casariche cuenta con diversos medios de comunicación.
- La emisora de radio local "Radio Casariche", en el 107.3 FM.
- Casariche TV, la televisión local.
- El periódico digital "Teselas de Ventippo"